# 444 до н. е.

## Події
- військові трибуни Риму Авл Семпроній Атратін, Тіт Клелій Сікул, Луцій Атілій Луск, згодом переобрані консули Луцій Папірій Мугіллан та Луцій Семпроній Атратін
- 84 олімпіада, рік перший
- ван Цинь Лі Ґун-Ґун напав на Іцюй та полонив місцевого правителя.

## Померли
| рік | Це незавершена стаття про рік. Ви можете допомогти проєкту, виправивши або дописавши її. |